# Johann Samuel Arnhold
Pour les articles homonymes, voir Arnhold.
Johann Samuel Arnhold, né le 22 décembre 1766, et mort le 1er janvier 1828, est un peintre sur porcelaine saxon.

## Biographie
Il est né à Heinitz, un village près de Meissen, et il étudie à l'École d'Art de la manufacture de porcelaine de Meissen, dont il devient par la suite professeur. Il est également peintre à la cour de Dresde. Il peint à l'huile et à l'aquarelle, sur porcelaine et émail. Ses tableaux représentent parfois des paysages et des scènes de chasse, mais il est surtout célèbre pour ses fruits et ses fleurs.